# Leptobrachium pullum
Leptobrachium pullum és una espècie d'amfibi que viu al Vietnam.